# Domingo Javier Rodríguez Castro
Domingo Javier Rodríguez Castro (f. 2014), político argentino, integrante del Partido Bloquista de San Juan.
Fue intendente de la ciudad de San Juan entre 1980 y 1981, bajo el gobierno de facto autodenominado «Proceso de Reorganización Nacional».
Fue gobernador de la Provincia de San Juan, siendo designado el 29 de marzo de 1981 por el presidente (de facto) Viola, en acuerdo con la Junta Militar. Fue reemplazado por Leopoldo Bravo el 14 de enero de 1982.